# Parco archeologico delle Tombe di via Latina
Il Parco archeologico delle Tombe di via Latina è un sito archeologico di Roma, nel quartiere Tuscolano, attraversato dall'antica via Latina, che conserva un importante complesso funerario databile al II secolo. L'area, in consegna per la tutela al Parco archeologico dell'Appia Antica, è di grande interesse perché conserva ancora sostanzialmente intatto l'aspetto originario della strada romana all'altezza del terzo miglio.

## Storia degli scavi
Le indagini archeologiche nell'area furono condotte fra il 1857 ed il 1858 da Lorenzo Fortunati, un insegnante di scuola appassionato di archeologia che ottenne da papa Pio IX il permesso di condurre a proprie spese scavi archeologici nell’area compresa tra le attuali via Appia Nuova, via Arco di Travertino e via di Demetriade, che allora erano proprietà dei Belardi e Barberini Lante della Rovere. Di quelle ricerche si conserva una Relazione generale degli scavi e scoperte fatte lungo la via Latina (Roma, 1859).
Le ricerche riportarono alla luce un tratto di circa 500 m dell’originario basolato del III miglio dell'antica via Latina, che collegava Roma con Capua, e diversi monumenti funerari con resti archeologici che vanno dall'età repubblicana fino all'alto medioevo: oltre ai sepolcri, furono ritrovati i resti di una villa imperiale e di una basilica paleocristiana dedicata a Stefano protomartire.
Va tenuto presente che Lorenzo Fortunati non era solo animato da interessi scientifici ma anche da finalità di lucro: i reperti rinvenuti furono messi in vendita e i proventi divisi tra lo stesso Fortunati e i proprietari del fondo. Molti sepolcri furono gravemente danneggiati per poter estrarre gli imponenti sarcofagi. Proprio per la spregiudicatezza di Fortunati e a causa di alcuni contrasti sorti con la Pontificia commissione di archeologia sacra in seguito alla scoperta della basilica paleocristiana di Santo Stefano, la concessione di scavo fu revocata nel 1859. Nel 1879 lo Stato italiano acquistò parte dell’area che ora appartiene al Parco archeologico dell'Appia Antica, mentre la porzione di terreno con i resti della villa di Demetriade appartiene alla Provincia di Roma, che sui resti interrati ha impiantato dei campi sportivi.

## Sepolcro Barberini o dei Corneli

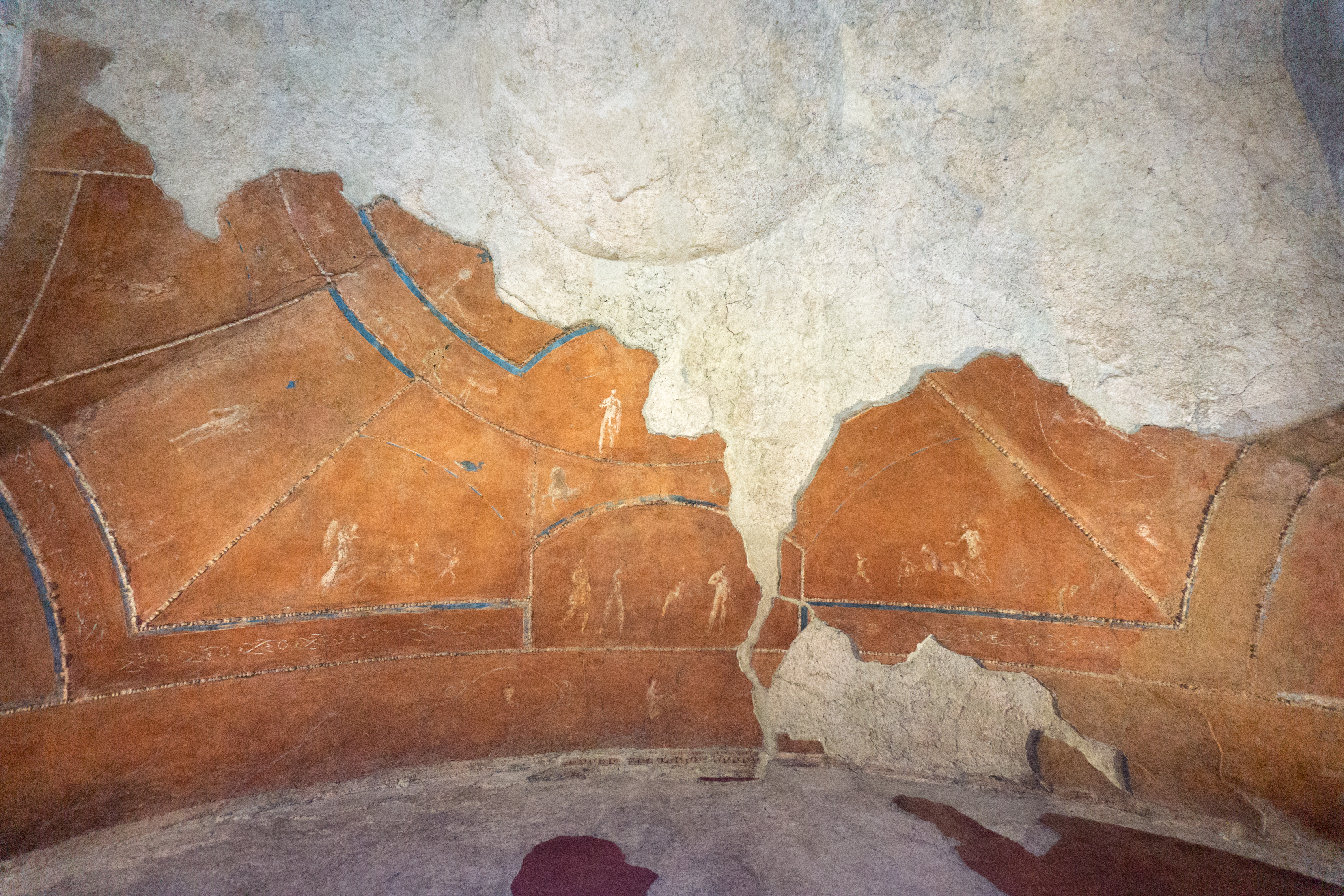
Particolare della volta della tomba Barberini

II cosiddetto sepolcro Barberini deve il suo nome alla famiglia aristocratica che ne deteneva la proprietà. Il monumento è costituito da due piani in elevato, dove si svolgevano le cerimonie funebri, e un ipogeo, recentemente restaurato e reso fruibile al pubblico, che ospitava i corpi dei defunti. Sappiamo che la tomba apparteneva alla famiglia dei Corneli perché in un disegno cinquecentesco di Pirro Ligorio si vede il prospetto dell’edificio recante al centro della facciata l'epigrafe con il nome del capostipite Quintus Cornelius. Oggi la facciata presenta ampie lacune e tamponature ma conserva ancora parte delle decorazioni architettoniche fittili che in origine erano arricchite da pigmenti colorati.
L'ingresso alla tomba è sul lato opposto rispetto alla via Latina. La camera sepolcrale interrata, che ospitava i resti di diverse decine di defunti, e nella quale fu rinvenuto il sarcofago con la raffigurazione del mito di Protesilao e Laudomia ora nei Musei Vaticani, è cinta sui quattro lati da un corridoio e conserva un pavimento in mosaico in tessere bianche e nere. Il solaio tra il primo e il secondo piano fu demolito nel 1700 quando il sepolcro era usato come fienile. Una struttura moderna permette di raggiungere la bella volta affrescata che conserva gruppi di personaggi, uccelli, animali marini che si stagliano dallo sfondo rosso mattone ravvivato da bande di colore azzurro e da dettagli decorativi in stucco.

## Sepolcro dei Pancrazi

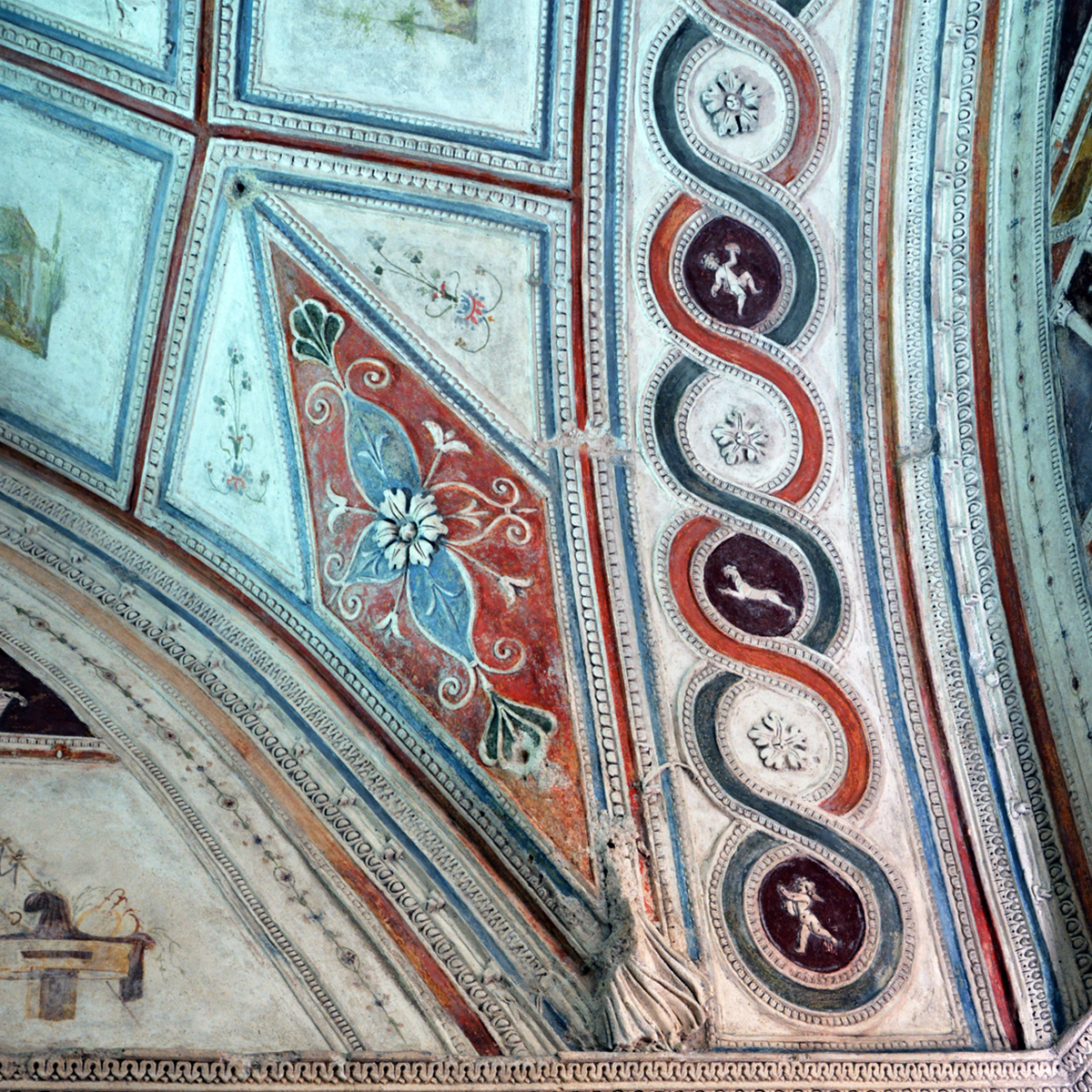
Particolare della volta della tomba dei Pancrazi

Si tratta di una delle tombe più spettacolari del Parco della via Latina. La struttura che ora vediamo è moderna ed è stata realizzata a protezione dei resti antichi conservati fino all’altezza di circa un metro da terra. Si entra in un primo ambiente con un bel mosaico in tessere bianche e nere con scene marine. Sulla sinistra una scala conduce alle due camere sotterranee. La prima, coperta da una volta a botte affrescata con figure femminili e paesaggi naturali e architettonici, conserva sui lati un basamento ad archetti in laterizio rosso. Sul fondo è un sarcofago decorato a baccellature che in un tondo centrale presenta la raffigurazione dei due coniugi defunti. Al di sotto è l’iscrizione che cita il collegio funeratizio dei Pancratii che ha dato il nome alla tomba. I collegi funeratizi erano associazioni che avevano lo scopo di assicurare degna sepoltura ai loro membri.
La seconda camera è coperta da una volta a crociera ad archi ribassati interamente decorata in affreschi policromi e stucchi. Colpisce la brillantezza dei colori e l’eccezionale stato di conservazione dell’apparato decorativo che comprende quadretti in stucco bianco con scene mitologiche come il giudizio di Paride, Alcesti e Admeto, Priamo, Achille ed Ercole mentre nel tondo centrale è una figura maschile con scettro seduta su un’aquila. In affresco sono invece paesaggi immaginari, uccelli, decorazioni geometriche. Dei sarcofagi rinvenuti in questa camera alcuni, recanti scene di Adone, Ippolito e Fedra e Bacco e Arianna, sono attualmente conservati nei Musei Vaticani mentre al centro dell’ipogeo resta in posto un grande sarcofago in marmo.

## Sepolcro dei Valeri

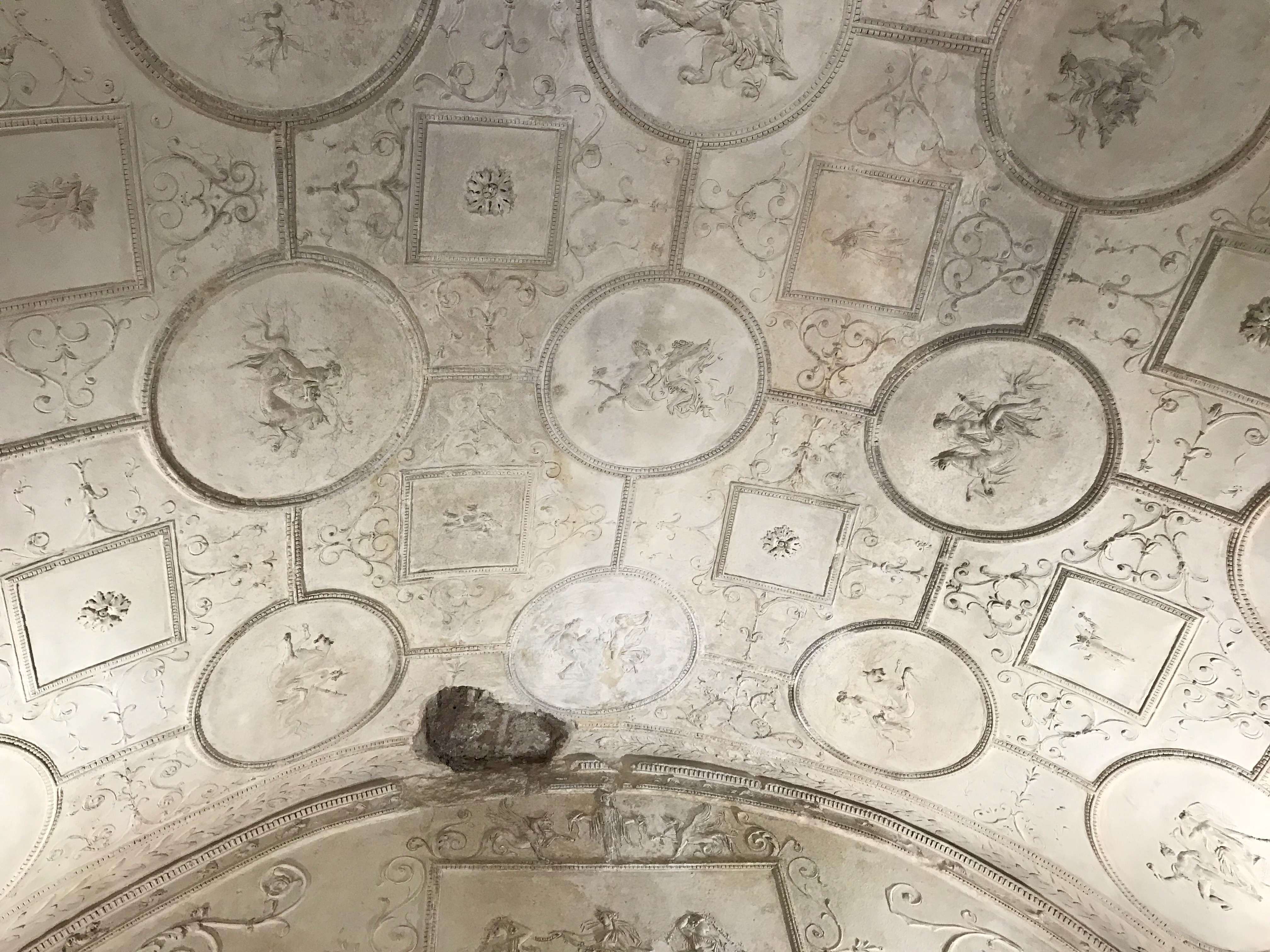
Particolare della volta della tomba dei Valeri

Il sepolcro deve il suo nome alla tradizionale attribuzione alla famiglia dei Valeri, che tuttavia non ha trovato conferma negli scavi.
L’edificio in elevato che oggi vediamo è una costruzione realizzata tra il 1859 e il 1861 impostandola sulle murature antiche a protezione degli ambienti ipogei. Dell’originario monumento sepolcrale si conservano le due scale simmetriche d’accesso e le due camere sepolcrali. Il sepolcro si caratterizza per una ricca decorazione in stucco bianco articolata in medaglioni e riquadri che riveste la volta a botte e le lunette con soggetti dionisiaci, animali marini e figure femminili. Il tondo centrale reca una figura femminile velata portata, verosimilmente nel mondo dell’al di là, sul dorso di un grifone.

## Villa di Demetriade e Basilica di Santo Stefano
Una villa di grande estensione occupava l’area alle spalle della tomba dei Pancrazi. Il suo scavo ha restituito sculture, mosaici, stucchi e iscrizioni che permettono di datare l’inizio della costruzione tra la fine del I e gli inizi del II secolo. Attorno alla metà del II secolo la villa fu acquistata dalla famiglia senatoria dei Servili Silani per entrare poi nel demanio imperiale con Commodo che secondo le fonti fece giustiziare un membro della gens dei Silani. Dopo circa un secolo di la villa entrò nelle proprietà degli Anicii la cui discendente Demetriade fece costruire la basilica di Santo Stefano nel V secolo.
Nel corso dello scavo sono stati individuati i due accessi e numerosi piccoli vani interpretabili come magazzini, un portico e una grande corte centrale. Gran parte dei resti sono stati in seguito ricoperti e al momento è visibile unicamente la basilica di Santo Stefano che in origine aveva un impianto a tre navate con fonte battesimale sul lato nord. Meta di pellegrinaggi fino al XIII secolo, fu poi abbandonata.

## Galleria d'immagini

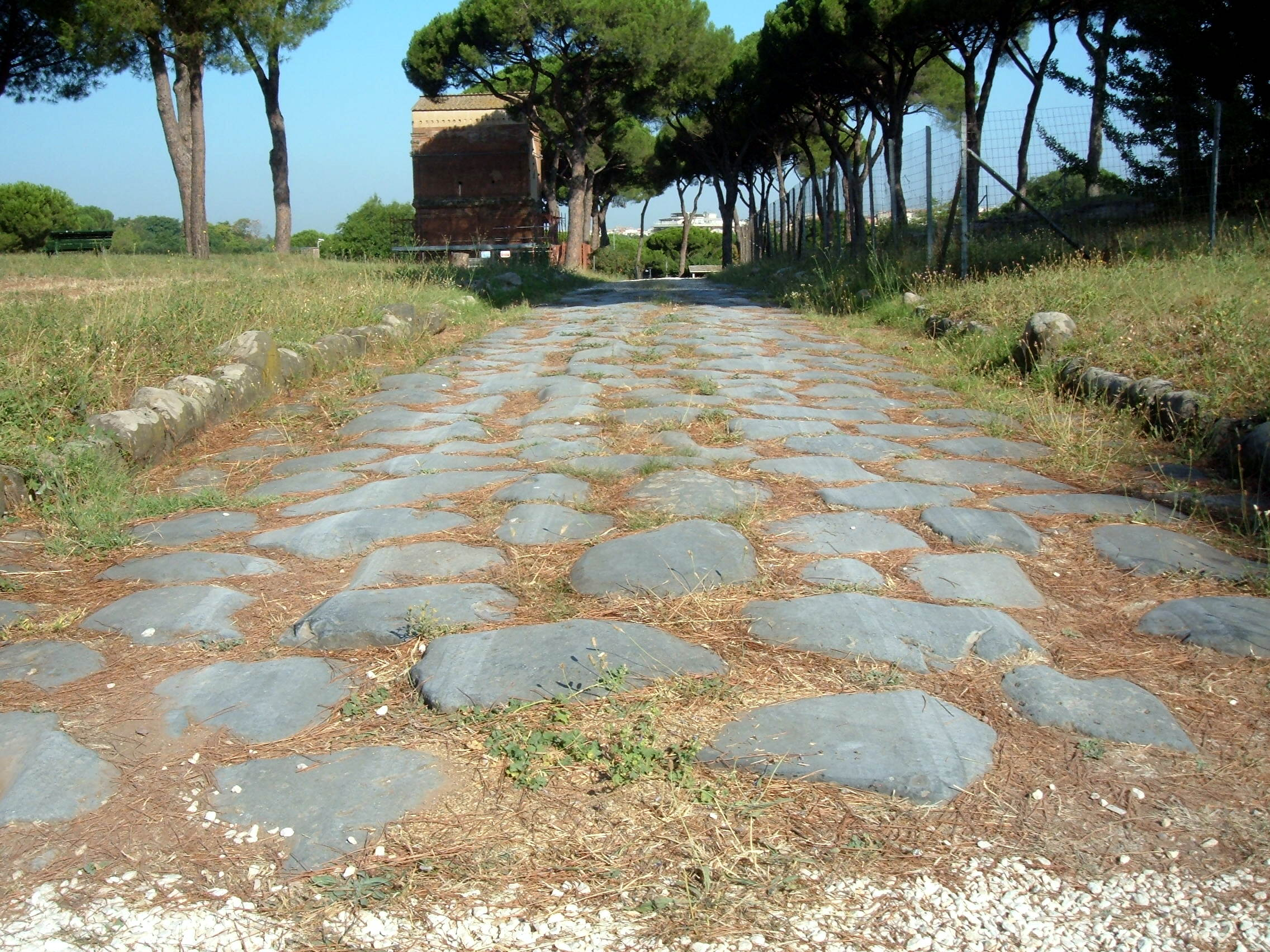
Basolato della via Latina (II secolo).
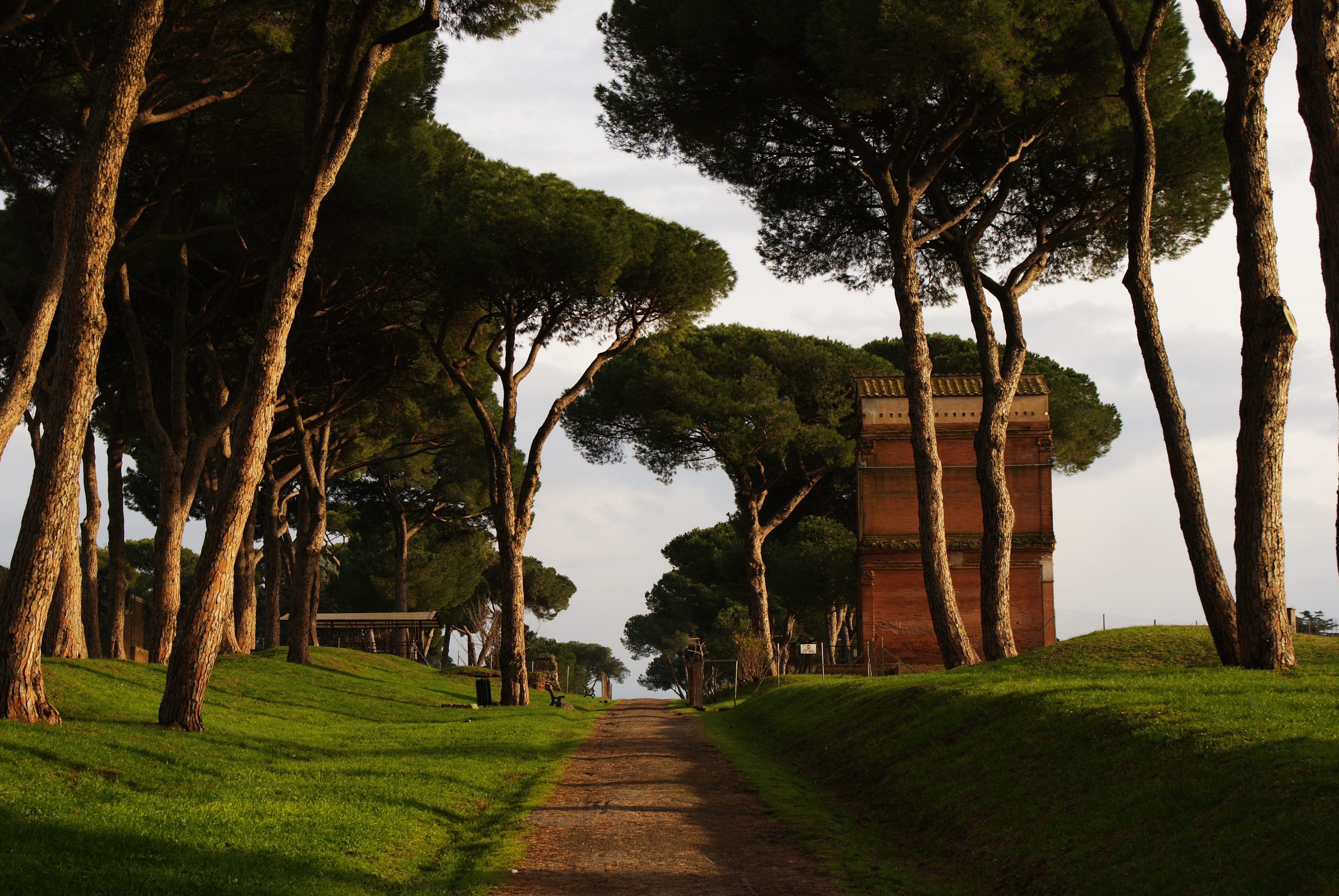
Vista del parco.
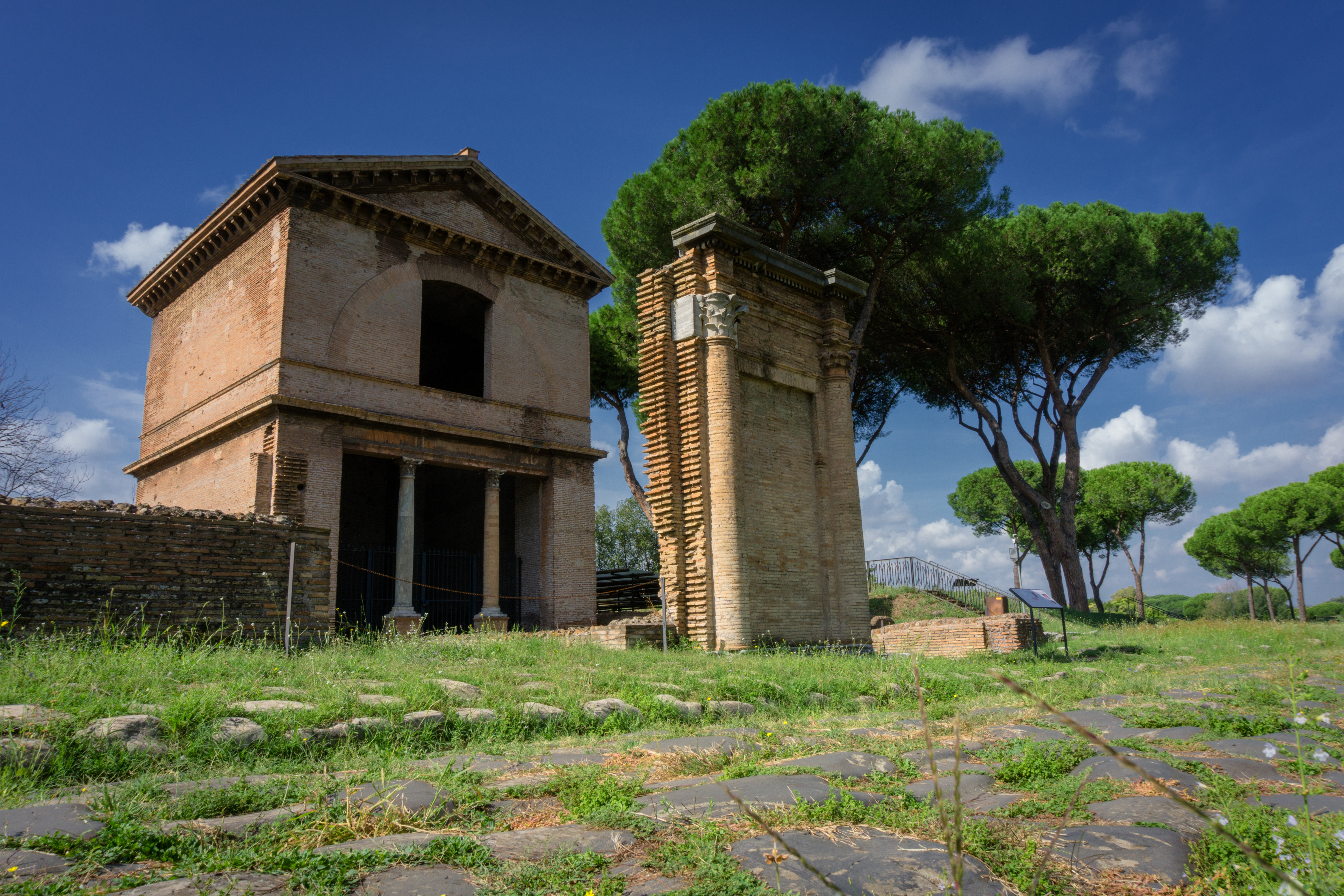
L'esterno della tomba dei Valeri
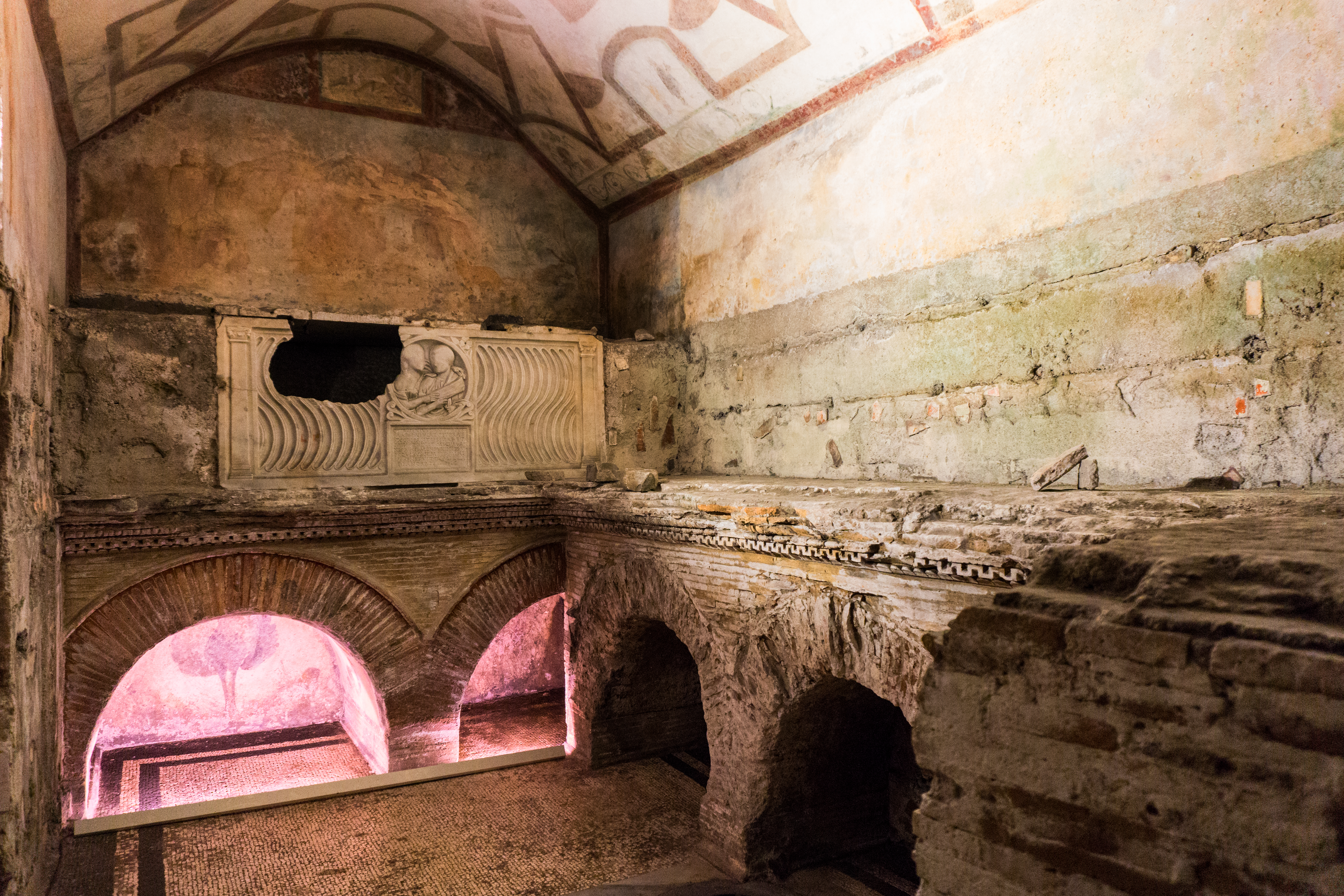
Una delle camere sepolcrali della Tomba dei Pancrazi
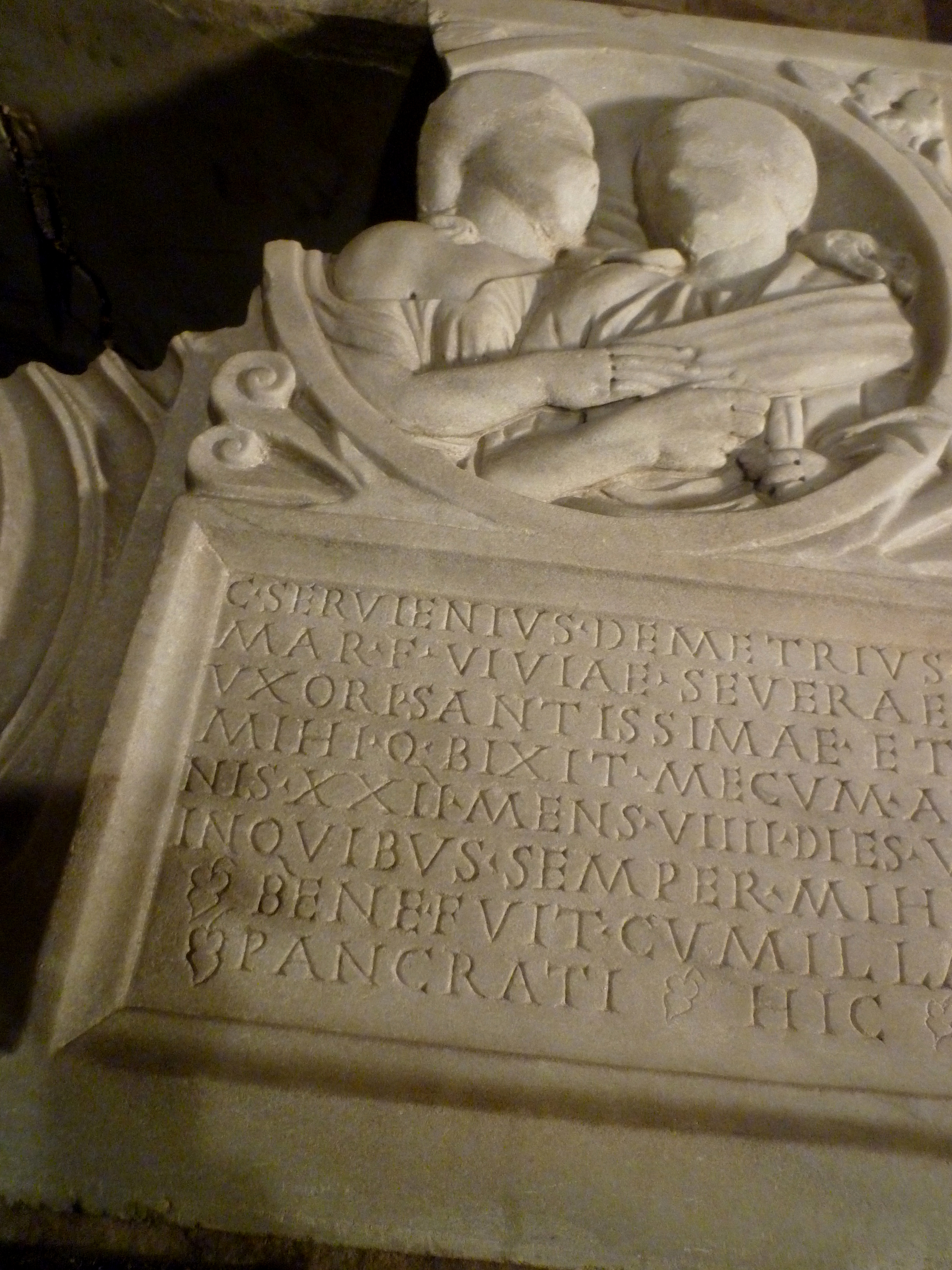
Particolare del sarcofago nel sepolcro dei Pancrazi
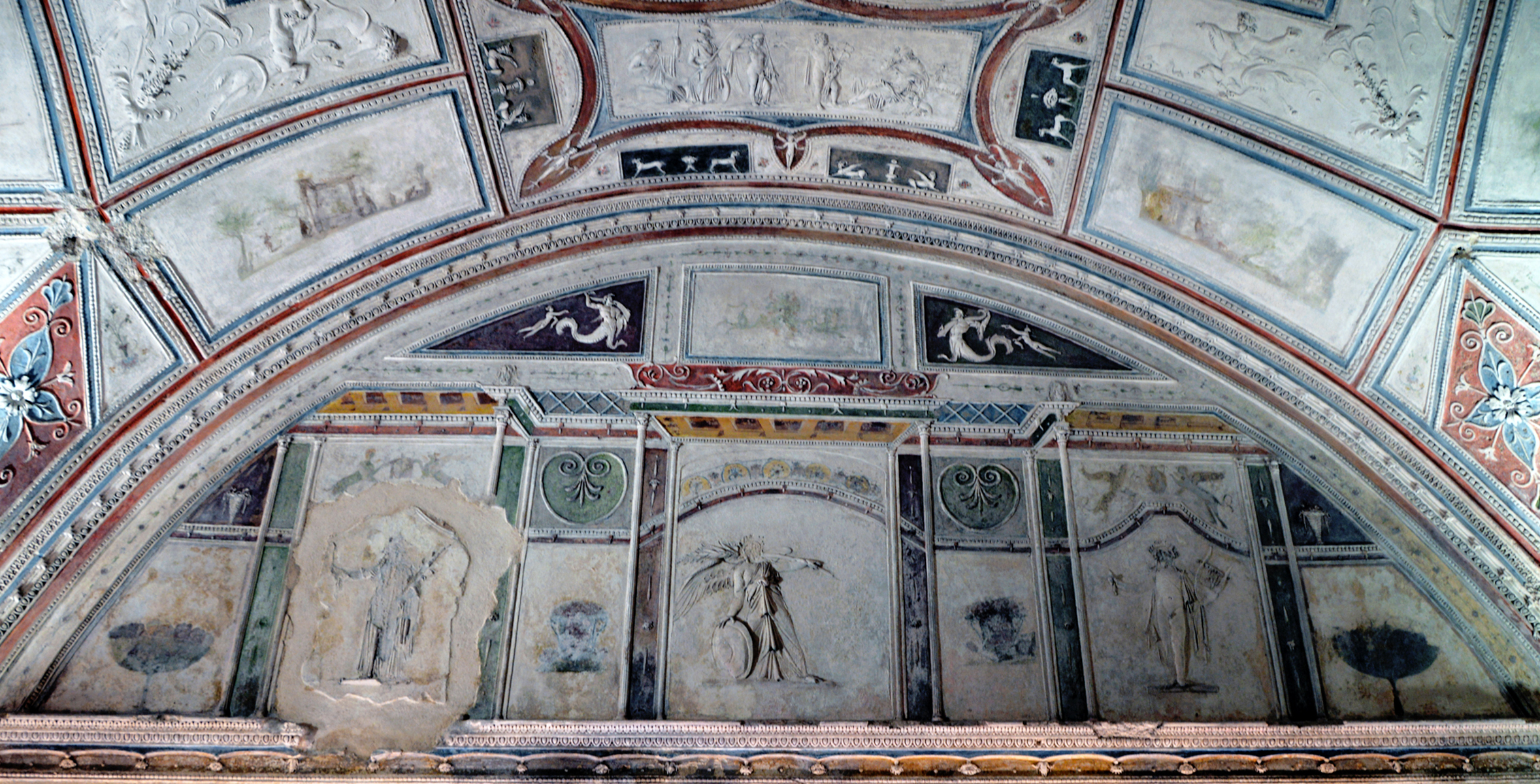